# گلدستون (داکوتای شمالی)
گلدستون(به انگلیسی: Gladstone) شهری در ایالت داکوتای شمالی کشور ایالات متحده آمریکا است که جمعیت آن در سرشماری سال ۲۰۱۰ میلادی، ۲۳۹ نفر بوده‌است.